# Jeanette Baroness Lips von Lipstrill
Jeanette Baroness Lips von Lipstrill (* 6. November 1924 in Wallern, Tschechoslowakei als Rudolf Schmid; † 8. März 2005 in Wien) war Österreichs letzte professionelle Kunstpfeiferin.

## Leben

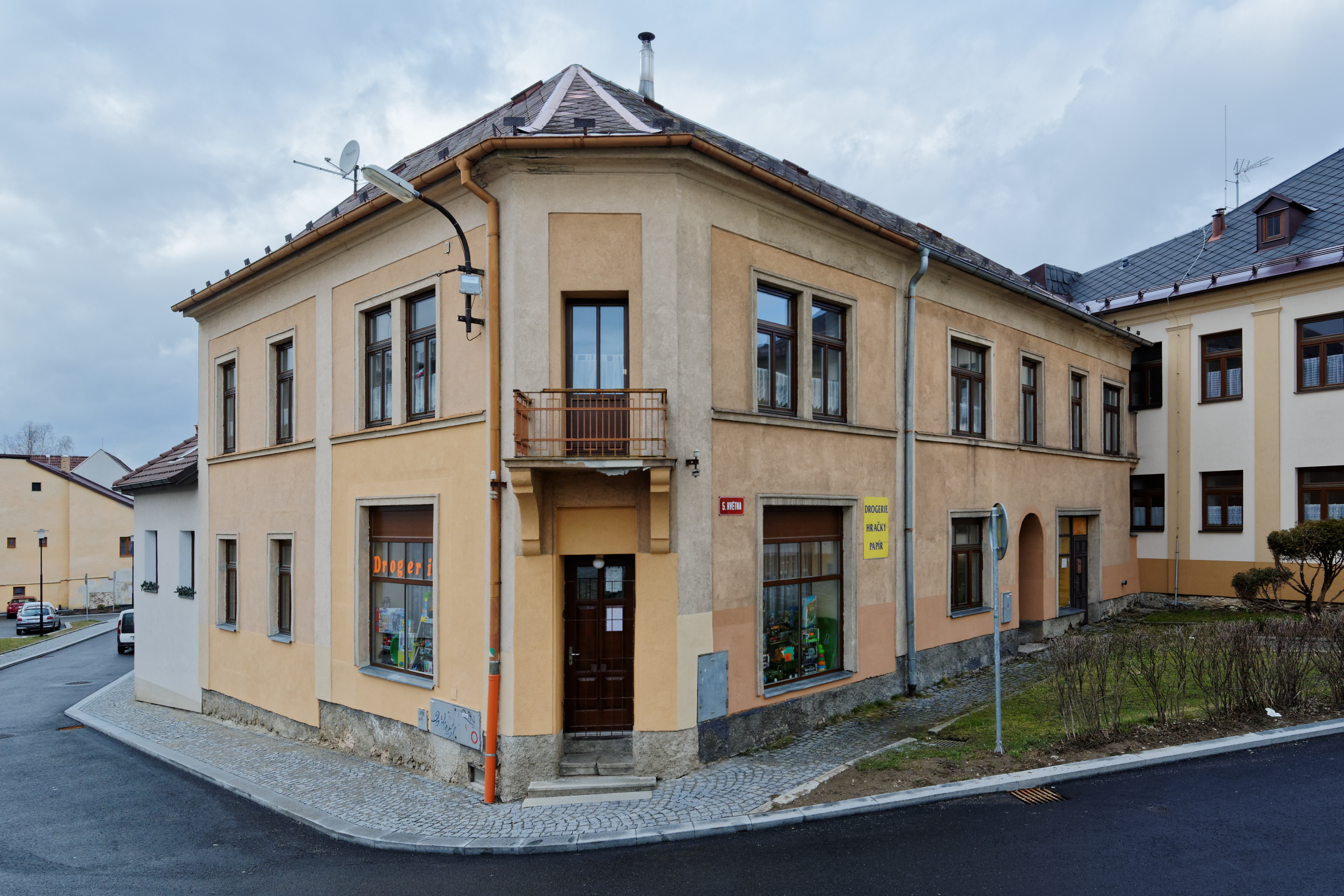
Geburtshaus von Rudolf Schmid (2020)

Schmid absolvierte eine Lehre als Fotografin. Mit 17 Jahren wurde sie in die deutsche Wehrmacht einberufen und dort nach einer Bauchtyphuserkrankung entlassen. Als heimatvertriebene Sudetendeutsche kam sie nach München und begann eine Karriere als Damenimitatorin.
Schmid war fester Bestandteil der Varieté-Szene. In der erfolgreichsten Zeit stand sie u. a. mit Frank Sinatra, Bob Hope, Édith Piaf, Marlene Dietrich und Josephine Baker auf der Bühne. Bei einem Gastspiel im Hamburger Hansa-Theater begeisterte sie Schah Reza Pahlavi, der sie nach Teheran engagierte. Schmid wurde im Orient ein Star und lebte 15 Jahre in Kairo. Im Jahre 1964 unterzog sie sich dort einer geschlechtsangleichenden Operation.
Als Baronesse Lips von Lipstrill setzte sie ihre internationale Bühnenlaufbahn fort. André Heller lud sie 1994 zu seiner Wintergarten-Tournee ein und brachte Lips an den Broadway. Im Jahre 2004 erhielt sie das Ehrenzeichen für Verdienste um die Republik Österreich.
Lips von Lipstrill starb  im Alter von 80 Jahren an den Folgen einer Grippe.